# Magnus Schmid (Medizinhistoriker)
Magnus Franz Josef Schmid (* 22. August 1918 in Bischofsheim an der Rhön; † 13. April 1977 in Murnau am Staffelsee) war ein deutscher Medizinhistoriker, der in Erlangen und München tätig war.

## Leben
Magnus Schmid, Sohn eines Richters, besuchte Schulen in Landsberg, Neuburg, Bamberg und Kempten (Allgäu) und erwarb dort im März 1937 das Abitur. Nach dem Reichsarbeitsdienst studierte er Humanmedizin an der Ludwig-Maximilians-Universität München. Er schloss sein Studium 1945 ab. Seine Promotion begann er im Sommer 1943 bei Martin Müller. Die Doktorarbeit Die physiologischen Probleme des Mittelalters, dargestellt an der Schrift des Thomas v. Aquin „De motu cordis“ nebst Textbeilage wurde jedoch erst 1950 publiziert. Der Grund für die späte Publikation lag in der Notwendigkeit, sein Entnazifizierungsverfahren abzuwarten. Er war am 20. Januar 1941 in die NSDAP eingetreten und war zudem Mitglied in der SA-Reserve. Als „minderbelastet“ ist er im Rahmen der Weihnachtsamnestie 1946 bezeichnet worden, erst 1949 erhielt er den Bescheid „unbelastet“ und konnte im Anschluss sein Promotionsverfahren beenden.
Er arbeitete eng mit Martin Müller in der Medizingeschichte zusammen, während er als Assistenzarzt in der Universitätsfrauenklinik arbeitete. 1952 erhielt er ein DFG-Stipendium – als erster Medizinhistoriker, der nach 1945 gefördert wurde. Schmid habilitierte sich unter Werner Leibbrand. Er erhielt 1955 eine Diätendozentur an der Universität München und einen Lehrauftrag für Geschichte der Medizin an der Friedrich-Alexander-Universität Erlangen. 1956 ließ er sich dorthin umhabilitieren. Erst 1964 wurde er zum außerplanmäßigen Professor in Erlangen ernannt, 1966 erhielt er dann das Ordinariat für Geschichte der Medizin.
Nach seiner Berufung heiratete er 1965 die promovierte Lehrerin Käthe Koschmieder.
Als Folge der Studierendenrevolte der 1960er und 1970er Jahre begann er, sich vehement gegen die Freigabe der Abtreibung zu wenden.
1971 wurde er auf den Lehrstuhl für Geschichte der Medizin und medizinische Soziologie der Medizinischen Fakultät der TU München berufen. Dorthin nahm er Gerhard Pfohl aus Erlangen mit und er stellte seine Schwester Pia als Assistentin ein. In München betrieb er sehr energisch den Kampf gegen die Freigabe der Abtreibung, womit er sich sehr stark isolierte. Er erkrankte an Hautkrebs im Frühjahr 1977 und starb bereits am 13. April 1977.

## Veröffentlichungen (Auswahl)
- Die physiologischen Probleme des Mittelalters, dargestellt an der Schrift des Thomas v. Aquin De motu cordis nebst Textbeilage, med. Diss. München 1950.
- Beiträge zur Geschichte der Theorien von den Kreislaufkrankheiten nach Entdeckung des Blutkreislaufes, unveröffentlichte maschinenschriftliche Habilitationsschrift Ludwig-Maximilians-Universität München 1953.
- Das Herz bei den Salernitanern. In: Atti de XIV. Congresso Internationale di Storia della Medicina, Vol. II, Roma Salerno 13–20. Settembre 1954 (Sonderdruck Schmidt M. 1954 im Institut für Geschichte der Medizin der Universität Erlangen).
- Die Lehre von den Homoiomerien in der Physiologie Ferneis. In: Sudhoffs Archiv für Geschichte der Medizin und der Naturwissenschaften. Band 41, 1957, S. 317–344.
- Die Medizin der Dante-Zeit. In: Deutsches Dante-Jahrbuch. Band 40, 1963, S. 111–144.
- Medici Universitatis Altorfinae. In: Horst Claus Recktenwald (Hrsg.): Gelehrte der Universität Altdorf Nürnberg. 1966, S. 79–98.
- Nürnberger Medizin von der Dürerzeit bis zur Medizinalordnung. Zum Andenken an Robert Herrlinger. In: Bayerisches Ärzteblatt. 1971, Nr. 11–12, 1972, Nr. 2 (Sonderdruck Schmidt M. 1972 im Institut für Geschichte der Medizin der Universität Erlangen).
- Von der Gemeinschaft und der Bewahrung des menschlichen Lebens. Abortus und Euthanasie. In: Arzt und Christ. Band 22, 1976, S. 129–158.
- Die Kunst des Sterbens als Lebenskunst. Von der Ars moriendi des Mittelalters zu wahrer und falscher Sterbehilfe heute. In: Ärztliche Praxis. Band 28, 1976, S. 497–503.